# Pengguangda Tower
La Pengguangda Tower est un gratte-ciel résidentiel en construction à Shenzhen en Chine. Il s'élèvera à 220 mètres.